# Kaan Müjdeci

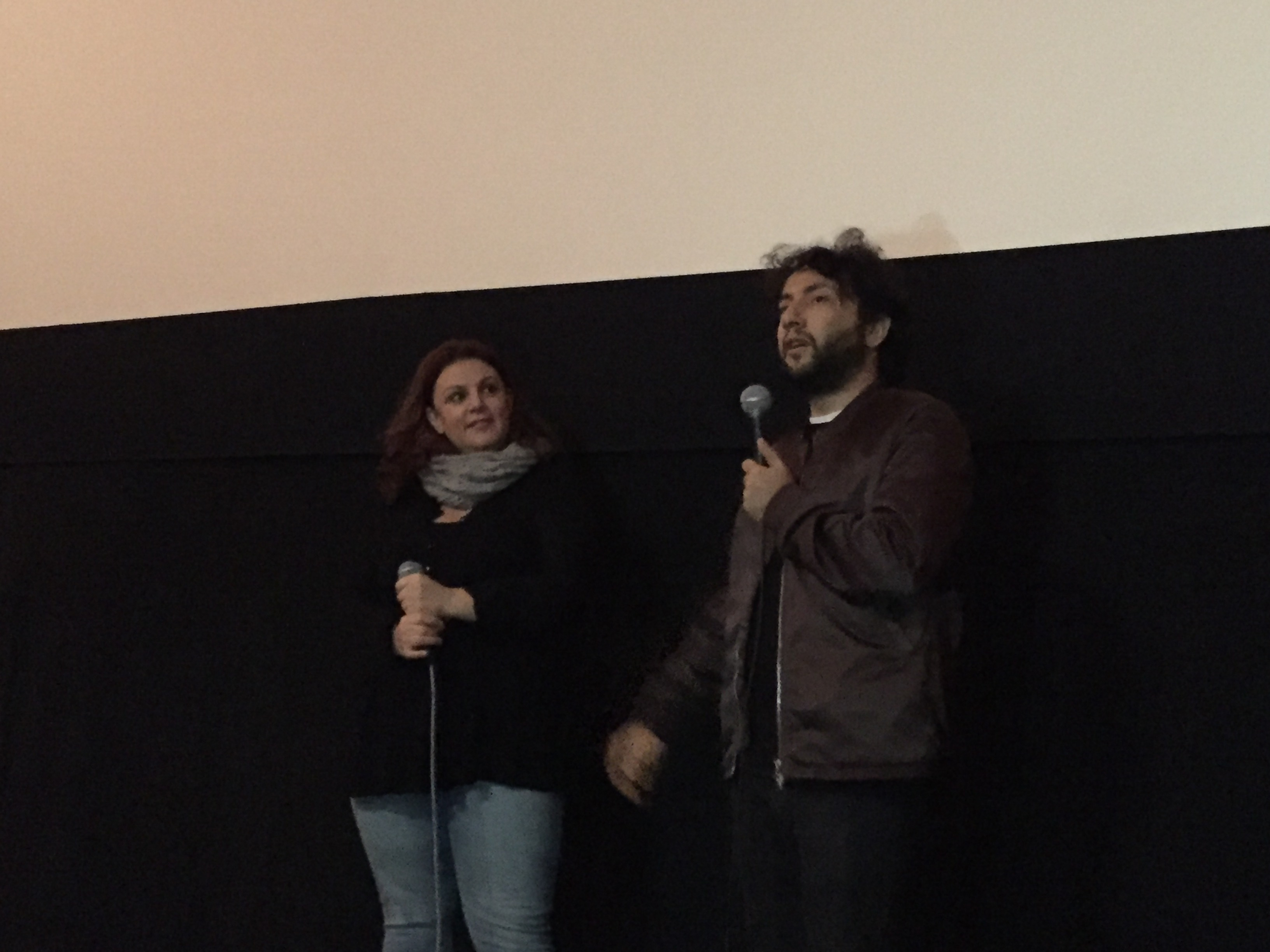
Kaan Müjdeci (rechts) bei der Pressekonferenz nach der Vorführung des Films Sivas beim Seattle Turkish Film Festival 2015

Kaan Müjdeci (* 24. September 1980 in Yozgat) ist ein türkischer Filmregisseur, Drehbuchautor und Produzent.
Für seinen Debütfilm Sivas wurde er bei den Internationalen Filmfestspielen von Venedig 2014 mit dem Spezialpreis der Jury für seine Regie ausgezeichnet.

## Leben und Wirken
Kaan Müjdeci wuchs in verschiedenen Städten in Anatolien wie Ankara, Şanlıurfa und Malatya auf. 2003 zog er nach Berlin, um dort zu studieren. Er wurde nicht zum Studium zugelassen und begann stattdessen ein Freiluftkino zu betreiben. Mit seinem Bruder Yasin eröffnete er in der Oranienstraße in Kreuzberg die Bar Luzia. 2010 eröffneten die Brüder in der gleichen Straße den Modeladen Voo Store. Er versuchte vergeblich an der Deutschen Film- und Fernsehakademie Berlin zu studieren. Stattdessen nahm er an einem halbjährigen Workshop der New York Film Academy teil.

### Karriere
2010 drehte er in Berlin den Kurzfilm Tag der Deutschen Einheit. 2011 folgte der Kurzfilm Jerry in New York, welcher auf der Berlinale 2011 auf dem Berlinale Talents Campus gezeigt wurde. 2012 folgte der Dokumentarfilm Babalar ve Oğulları (Väter und Söhne) über Hundekämpfe in Zentral-Anatolien, welcher auf dem Kraków Film Festival 2012 gezeigt wurde.
Im Dorf seiner Großeltern, wo er seine Ferien verbracht hatte, drehte er 2014 den Spielfilm Sivas. Der Film handelt von einem elfjährigen Jungen, seinem Kampfhund und seiner Mannwerdung. Nach dem Rohschnitt versuchte er sofort, den Film bei verschiedenen Filmfestivals einzureichen, obwohl ihm jeder Kontakt zur Filmbranche fehlte. In Venedig überzeugte er den Festivalleiter Alberto Barbera, seinen Debütfilm im Hauptwettbewerb zu zeigen. Er wurde mit dem Spezialpreis der Jury für seine Regie ausgezeichnet.
Im September 2015 wählte der Ausschuss für künstlerische Aktivitäten der Türkei den Film Sivas aus, um beim Oscar in den Wettbewerb Bester fremdsprachiger Film  zu gehen. Der Film war vom türkischen Kultusministerium mit einer kleineren Geldsumme gefördert worden. In türkischen Medienberichten wurde nicht erwähnt, dass Müjdeci in Berlin lebt. Hingegen wurde in der Türkei hervorgehoben, dass ausschließlich türkische Laiendarsteller im Film mitmachten. Müjdeci hingegen sah den Film auch als deutschen Film, da sein Team wie der Kameramann teils aus Deutschen bestand. Die deutsche Filmförderung beteiligte sich nicht am Film. Die deutsche Presse und das Feuilleton nahm 2015 keine Notiz von ihm. Der Spiegel vermutet, dass man in Deutschland nur einen türkischstämmigen Regisseur vertrage. Die Niederlage von Fatih Akin machte Schlagzeilen, aber der Sieg Müjdeci brachte nur ein paar kleine Meldungen.
Müjdeci Film schaffte es beim Oscar nicht unter die Vorauswahl (Shortlist) von neun Filmen, aus 81 Länderbeträgen, welche am 17. Dezember 2015 veröffentlicht wurde. Aus dieser Shortlist wurden schließlich die fünf Nominierten ausgewählt.
Mit Iguana Tokyo folgte 2015 sein zweiter Spielfilm. Die Postproduktion wurde u. a. in Cannes L’Atelier des Filmfestivals von Cannes, auf dem 34. Filmfestivals von Istanbul und Cinelink 2015 des Filmfestivals von Sarajevo präsentiert.

### Persönliches
Er zog in Berlin zunächst in den Bezirk Mitte. Der Zeitschrift Der Spiegel sagte er dazu: „Ich hatte keinen Bock auf die ganzen Türken in Kreuzberg. Wir sind ja nicht dieselben Türken. Deutschtürken und Türken zu vergleichen, das ist, als würde man zu einem Deutschen sagen, ob er nun Deutscher oder Österreicher sei, das sei doch egal. Ist doch eh dasselbe.“

## Filmografie
Spielfilme
- 2014: Sivas (Produzent, Regie und Drehbuch)
- 2016: Kapali Gise: Turkiye'de Tekellesen Film Dagitimi (Regie)
- 2016: Iguana Tokyo (Regie)

Kurzfilme
- 2010: Tag der Deutschen Einheit (Produzent, Regie und Drehbuch)

Fernsehserie
- 2021: Hamlet (Regie)

## Auszeichnungen
- 2015: Internationalen Filmfestspielen von Venedig 2014 Spezialpreis der Jury für Regie bei Sivas.
- 2018: Stipendium Villa Kamogawa, Kyoto[4]